# Tetranycopsis borealis
Tetranycopsis borealis är en spindeldjursart som beskrevs av Ehara och Tamezo Mori botanist  1969. Tetranycopsis borealis ingår i släktet Tetranycopsis och familjen Tetranychidae. Inga underarter finns listade i Catalogue of Life.